# OK3
OK3 byla televizní stanice Československé a později České televize, která vysílala v českých zemích v letech 1990–1992 převážně cizojazyčné pořady v originálním znění. Nahrazena byla stanicí ČT3. Na Slovensku místo ní vysílal kanál TA3.

## Historie
V únoru 1990 rozhodla Československá televize (ČST) o vzniku třetího kanálu (po I. a II. programu), který nakonec získal označení OK3 (zkratka z označení otevřený kanál). Ten využil frekvenční síť do té doby užívanou pro vysílání sovětské televize. Provoz stanice byl zahájen 14. května 1990, vysílání bylo kódováno v normě PAL (ČST do té doby využívala normu SECAM). Ještě před vznikem samostatné Slovenské televize došlo k ukončení vysílání OK3 na Slovensku, kde ji 1. dubna 1991 nahradil nový slovenský kanál TA3. K 1. lednu 1992 vznikla Česká televize, která se stala provozovatelem vysílání stanice OK3, jež bylo od jara předchozího roku omezeno už pouze na Česko. Kanál OK3 ukončil provoz rozpadem Československa 31. prosince 1992 a od 1. ledna 1993 byl nahrazen stanicí ČT3.

## Programová skladba
Program stanice OK3 sestával z přebírání především zpravodajského vysílání světových satelitních televizí, hlavně CNN, MCM, TV5, RTL, La Sept, Rai 1 a dalších. Vysílány byly také jazykové kurzy či noční erotická show/soutěž Tutti Frutti z produkce RTL. Většina pořadů byla v originálním znění bez překladu. Na OK3 se ale objevovaly i pořady nově vznikajících nezávislých českých produkčních společností, včetně tzv. rychlodabingů. Zpočátku vysílala stanice OK3 od 16 do 23 hodin.